# Team Freedom 2022
Questa voce raccoglie le informazioni riguardanti il Team Freedom nelle competizioni ufficiali della stagione 2022.

## Stagione
Il Team Freedom al suo secondo campionato NVA. Grazie a un percorso di dieci vittorie in altrettante gare, chiude la National Conference al primo posto; ai play-off scudetto elimina i Dallas Tornadoes ai quarti di finale, prima di essere sconfitto dagli OC Stunners e dai Texas Tyrants, rispettivamente in semifinale e nella finale per il terzo posto, chiudendo quindi in quarta posizione.

## Organigramma societario
Area direttiva
- Presidente: Justin Beaumont

Area tecnica
- Allenatore: Carlo Edra

## Rosa
| N° | Nome             | Ruolo | Data di nascita  | Nazionalità sportiva |
| -- | ---------------- | ----- | ---------------- | -------------------- |
| 1  | Ryan Kenny       | P     | 30 agosto 1992   | Inghilterra          |
| 2  | Matthew Buffum   | C     | 20 gennaio 1996  | Stati Uniti          |
| 3  | Paul Bilanzik    | C     | 30 dicembre 1992 | Stati Uniti          |
| 4  | Ian Capp         | S     | 9 dicembre 1997  | Stati Uniti          |
| 5  | Ryan Alu         | L     | 4 gennaio 1999   | Stati Uniti          |
| 6  | Douglas Dzema    | C     | 23 maggio 1995   | Stati Uniti          |
| 7  | Timothy Ferriter | S     | 27 agosto 1994   | Stati Uniti          |
| 8  | Jacob Milnazik   | S     | 16 giugno 1998   | Stati Uniti          |
| 9  | Josue Castillo   | S     | 13 agosto 1989   | Stati Uniti          |
| 12 | Matthew Seifert  | C     | 11 dicembre 1992 | Stati Uniti          |
| 13 | Matthew Elias    | P     | 23 dicembre 1993 | Stati Uniti          |
| 15 | John Cunningham  | L     | 5 agosto 1992    | Stati Uniti          |
| 16 | Joseph Norman    | O     | 25 maggio 1994   | Stati Uniti          |
| 18 | Thomas Burrell   | C     | 4 luglio 1996    | Stati Uniti          |

## Statistiche

### Statistiche di squadra
| Competizione | Punti | In casa | In casa | In casa | In trasferta | In trasferta | In trasferta | Totale | Totale | Totale |
| Competizione | Punti | G       | V       | P       | G            | V            | P            | G      | V      | P      |
| ------------ | ----- | ------- | ------- | ------- | ------------ | ------------ | ------------ | ------ | ------ | ------ |
| NVA          | 28    | 0       | 0       | 0       | 0            | 0            | 0            | 13     | 11     | 1      |
| Totale       | -     | 0       | 0       | 0       | 0            | 0            | 0            | 13     | 11     | 2      |

G = partite giocate; V = partite vinte; P = partite perse

### Statistiche dei giocatori
| Giocatore     | NVA | NVA | NVA | NVA | NVA | Totale | Totale | Totale | Totale | Totale |
| Giocatore     | P   | PT  | AV  | MV  | BV  | P      | PT     | AV     | MV     | BV     |
| ------------- | --- | --- | --- | --- | --- | ------ | ------ | ------ | ------ | ------ |
| R. Alu        | ?   | 0   | 0   | 0   | 0   | ?      | 0      | 0      | 0      | 0      |
| P. Bilanzik   | ?   | 20  | 14  | 6   | 0   | ?      | 20     | 14     | 6      | 0      |
| M. Buffum     | ?   | 38  | 29  | 7   | 2   | ?      | 38     | 29     | 7      | 2      |
| T. Burrell    | ?   | 81  | 63  | 13  | 5   | ?      | 81     | 63     | 13     | 5      |
| I. Capp       | ?   | 94  | 82  | 3   | 9   | ?      | 94     | 82     | 3      | 9      |
| J. Castillo   | ?   | ?   | ?   | ?   | ?   | ?      | ?      | ?      | ?      | ?      |
| J. Cunningham | ?   | 0   | 0   | 0   | 0   | ?      | 0      | 0      | 0      | 0      |
| D. Dzema      | ?   | 19  | 14  | 3   | 2   | ?      | 19     | 14     | 3      | 2      |
| M. Elias      | ?   | 22  | 10  | 9   | 2   | ?      | 22     | 10     | 9      | 2      |
| T. Ferriter   | ?   | 124 | 106 | 6   | 12  | ?      | 124    | 106    | 6      | 12     |
| R. Kenny      | ?   | 23  | 12  | 9   | 2   | ?      | 23     | 12     | 9      | 2      |
| J. Milnazik   | ?   | 23  | 18  | 3   | 2   | ?      | 23     | 18     | 3      | 2      |
| J. Norman     | ?   | 227 | 191 | 23  | 13  | ?      | 227    | 191    | 23     | 13     |
| M. Seifert    | ?   | 41  | 34  | 6   | 1   | ?      | 41     | 34     | 6      | 1      |

P = presenze; PT = punti totali; AV = attacchi vincenti; MV = muri vincenti; BV = battute vincenti